# Lobato (Paraná)
Pour les articles homonymes, voir Lobato.
Lobato est une municipalité brésilienne située dans l'État du Paraná.